# Ceresium africanum
Ceresium africanum là một loài bọ cánh cứng trong họ Cerambycidae.